# Качинський Олександр
Олександр Качи́нський (нар. 18 жовтня 1888, Харків — пом. 1958, Нью-Йорк) — живописець, графік, сценограф.

## Біографія
Народився 18 жовтня 1888 року в місті Харкові (тепер Україна). Навчався у Петербурзькій академії мистецтв, в Парижі — академії Поля Рансона й Моріса Дені. У 1920-ті роки співпрацював із Російським балетом Сергія Дягілева в Іспанії та Франції. У кінці 1920-х років поселився у США, працював дизайнером інтер'єру і меблів.  
Помер у Нью-Йорку у 1958 році.

## Творчість
У 1921 році виконав афішу для Міжнародної виставки сучасного мисттецтвава у Женеві. Оформив інтер'єри будинків Мистецького альянсу Америки, автомобільної фірми «Роллс-Ройс» у Нью-Йорку. Автор станкових живописних і графічних пейзажів, натюрмортів. Брав участь у мистецьких виставках з 1931 року.  
Деякі твори зберігаються у Смітсонівському музеї американського мистецтва, Бібліотеці Конгресу у Вашинґтоні.